# Ридберг, Пер Аксель
Пер А́ксель Ри́дберг (англ. Per Axel Rydberg, 6 июля 1860 — 25 июля 1931) — американский ботаник шведского происхождения XX века.

## Биография
Родился 6 июля 1860 года в Оде (швед. Odh), в Вестергётланде, Швеция, но в 1882 году эмигрировал в США.
Ридберг получил степени бакалавра и магистра во время обучения в Университете штата Небраска, а докторскую диссертацию (PhD) защитил в Колумбийском университете.
С 1899 года Ридберг работал в Нью-Йоркском ботаническом саду, где стал первым куратором местного гербария.
Умер 25 июля 1931 года.

## Результаты научной деятельности
Ридберг был главным образом полевым ботаником и крупным таксономистом; плодовитый публикатор-исследователь, за время своей научной карьеры он описал около 1 700 новых видов растений. Он был специалистом по флоре США (Великие равнины и Скалистые горы).

## Новые таксоны
Среди описанных новых родов и видов:
- Роды семейства Астровые
  - Antheropeas Rydb.
  - Chamaechaenactis Rydb.
  - Hydropectis Rydb.
  - Leucactinia Rydb.
  - Oreochrysum Rydb.
  - Prenanthella Rydb.
  - Pseudoclappia Rydb.
  - Raillardiopsis Rydb.
- Роды семейства Камнеломковые
  - Conimitella Rydb.
  - Elmera Rydb.
- Роды семейства Капустные
  - Chlorocrambe Rydb.
  - Streptanthella Rydb.
  - Thelypodiopsis Rydb.
  - Pleurophragma Rydb.
  - Stanleyella Rydb.
- Роды семейства Норичниковые
  - Besseya Rydb.
- Роды семейства Портулаковые
  - Limnalsine Rydb., Montiastrum Rydb. (=Montia L.)